# 卡特泰宮
卡特泰宮（葡萄牙語：Palácio do Catete、IPA：[paˈlasju du kaˈtetʃi]）是位於巴西里約熱內盧弗拉門戈街區的一座豪宅。該建築於1858年動工，1867年竣工。曾在1897年至1960年作為巴西總統府的辦公地點，該建築現在為共和國博物館和一個劇院的所在地點。目前館內共有藏品近8500件，藏書2萬冊，文獻9萬件。

## 沿革
卡特泰宮原是葡萄牙出生的巴西咖啡生產商安東尼奧·克萊門特·平托男爵 (Nova Friburgo) 與家族，在當時巴西帝國首都的住所。最初被被稱為拉戈瓦爾德塔羅宮（Largo Valdetaro）和新弗里堡宮（Friburgo）。該建築物是由德國建築師卡爾·弗里德里希·古斯塔夫·韋內爾特（Carl Friedrich Gustav Waehneldt）設計，自1858年開始興建。於1866年完工，但收尾工程仍持續了十多年。
在男爵和男爵夫人去世後，他們的兒子聖克萊門特伯爵在 1889年巴西宣布獨立前不久，將房產賣給了一個投資集團，該投資集團原在建築物創立了大酒店國際公司。然而，這一發展並沒有成功地將宮殿變成一家豪華酒店。由於1880年代末和1890年代初發生經濟危機，該企業最終破產，其財產由顧問弗朗西斯科·德保拉·梅林克（Francisco de Paula Mayrink）獲得。五年後，梅林克將該財產作為信用擔保抵押給共和國銀行，次年，這筆抵押貸款因將財產出售給聯邦財政部而被清償，聯邦財政部將其納入聯邦資產。
1897年，巴西總統普鲁登特·德·莫拉伊斯病倒，副總統坎波斯·薩萊斯臨時上任。並決定於卡特泰宮設置了政府所在地。同年2月24日，在第一部共和黨憲法頒布六週年之際，該建築作為共和國總統府的所在地正式落成。因此在1897年到1960年，卡特泰宮成為聯邦政府的所在地，直到首都和聯邦區被轉移到巴西利亞。1938年4月，卡特泰宮被列入文化古蹟名錄第153位。
卡特泰宮在巴西歷史發生了各種歷史事件，例如1909年阿方索·佩纳總統去世；第一次世界大戰期間，1917年巴西政府於此簽署了對德意志帝國及其盟友的宣戰書；1934年，未來的教皇庇護十二世曾來訪於此；以及1942年巴西政府在第二次世界大戰中對軸心國宣戰；和1954年總統熱圖利奧·巴爾加斯在位於宮殿三樓的臥室裡自殺等事件。
1960年後，這座宮殿與花園就成為了「共和國博物館」，並持續向公眾開放至今。

## 圖片

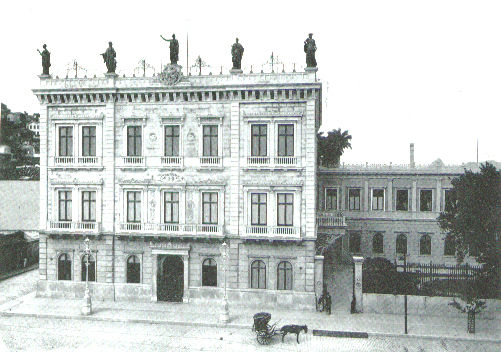
卡特泰宮的主立面，頂部有缪斯雕像，1897年。
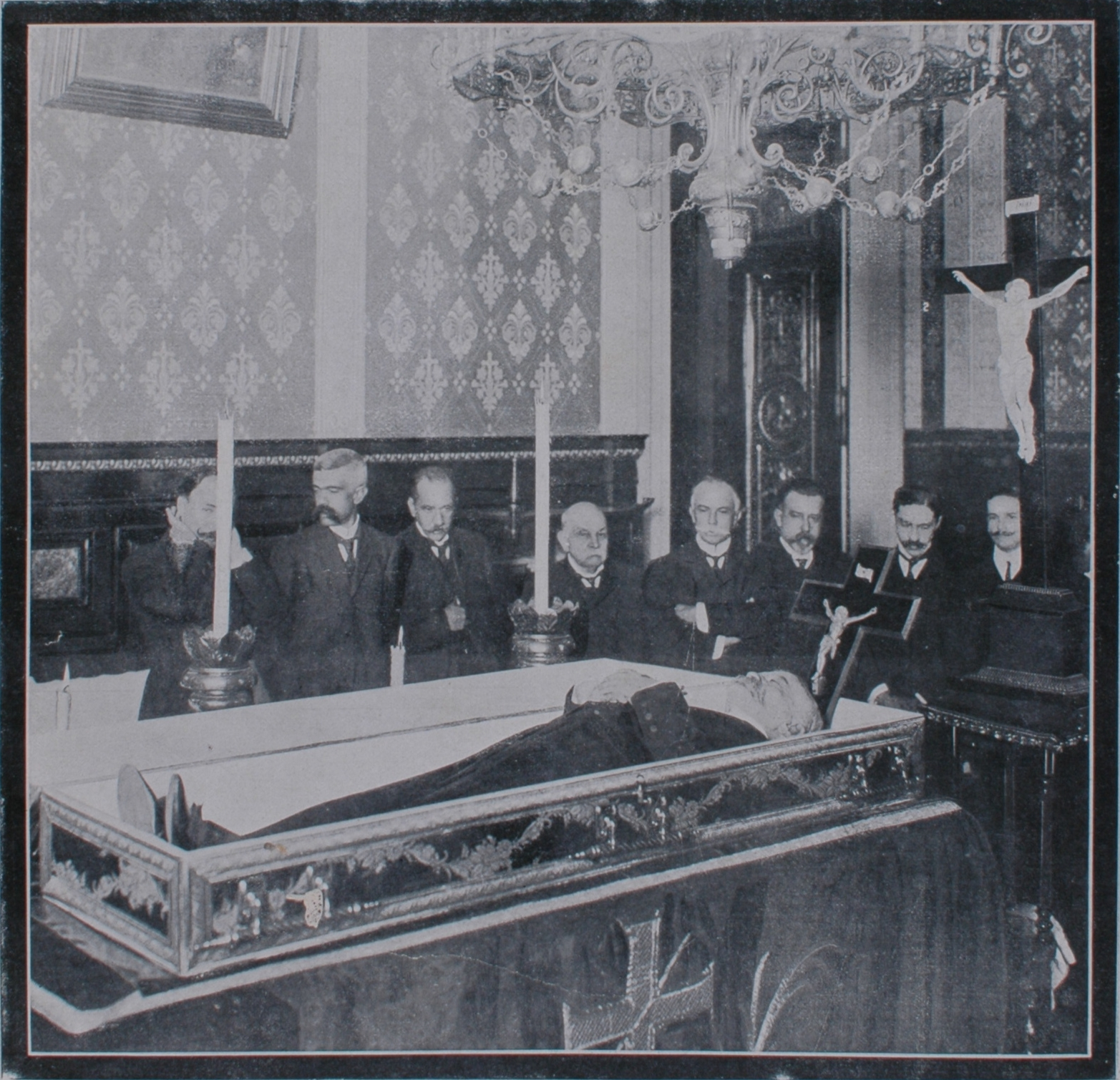
1909年6月15日在宮殿舉行的阿方索·佩納總統葬禮
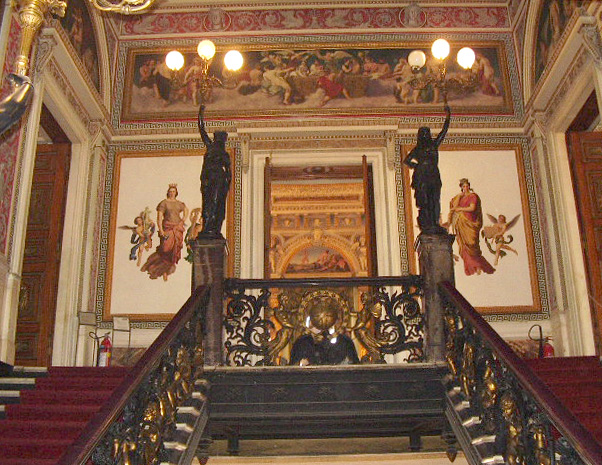
主樓梯
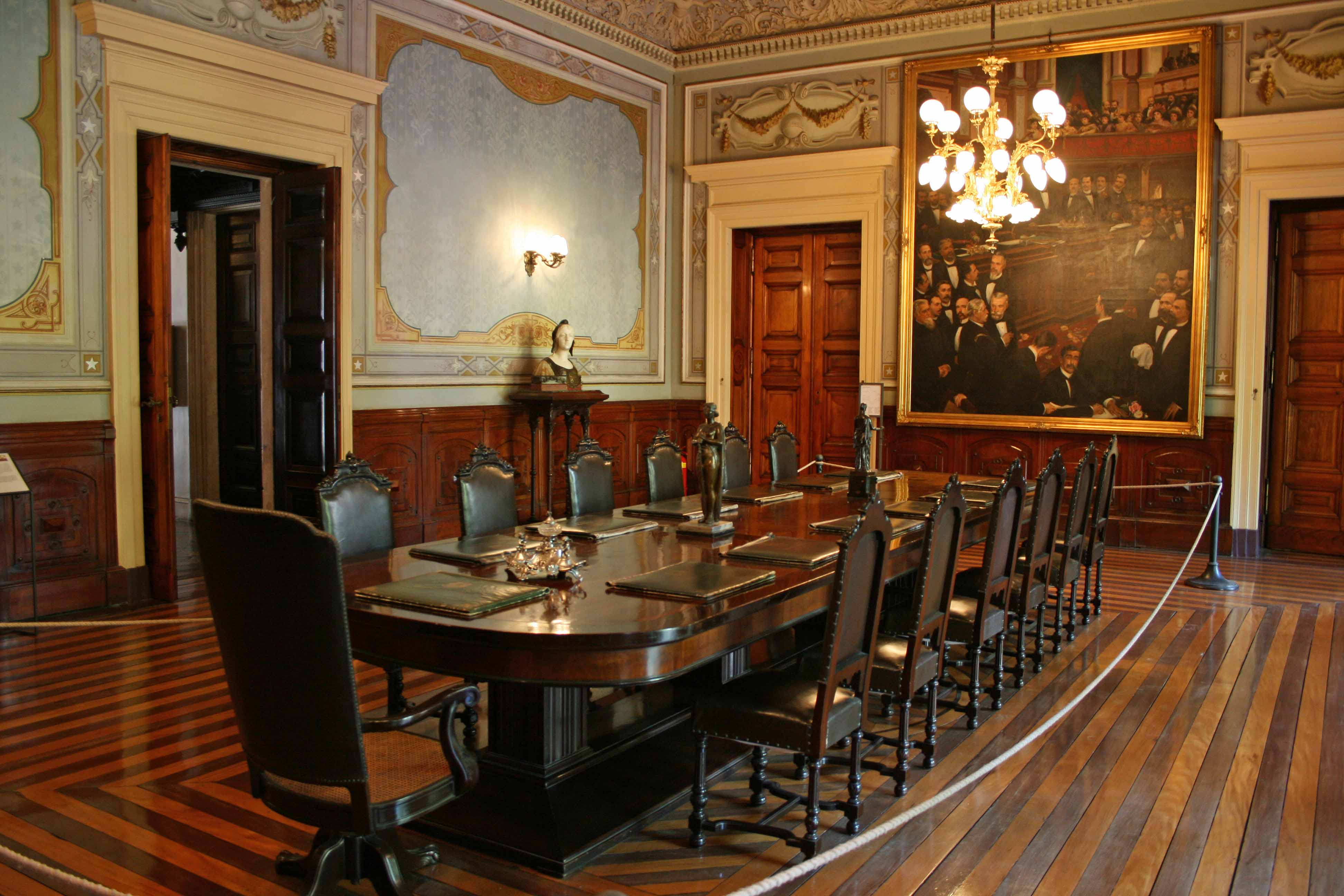
部長室
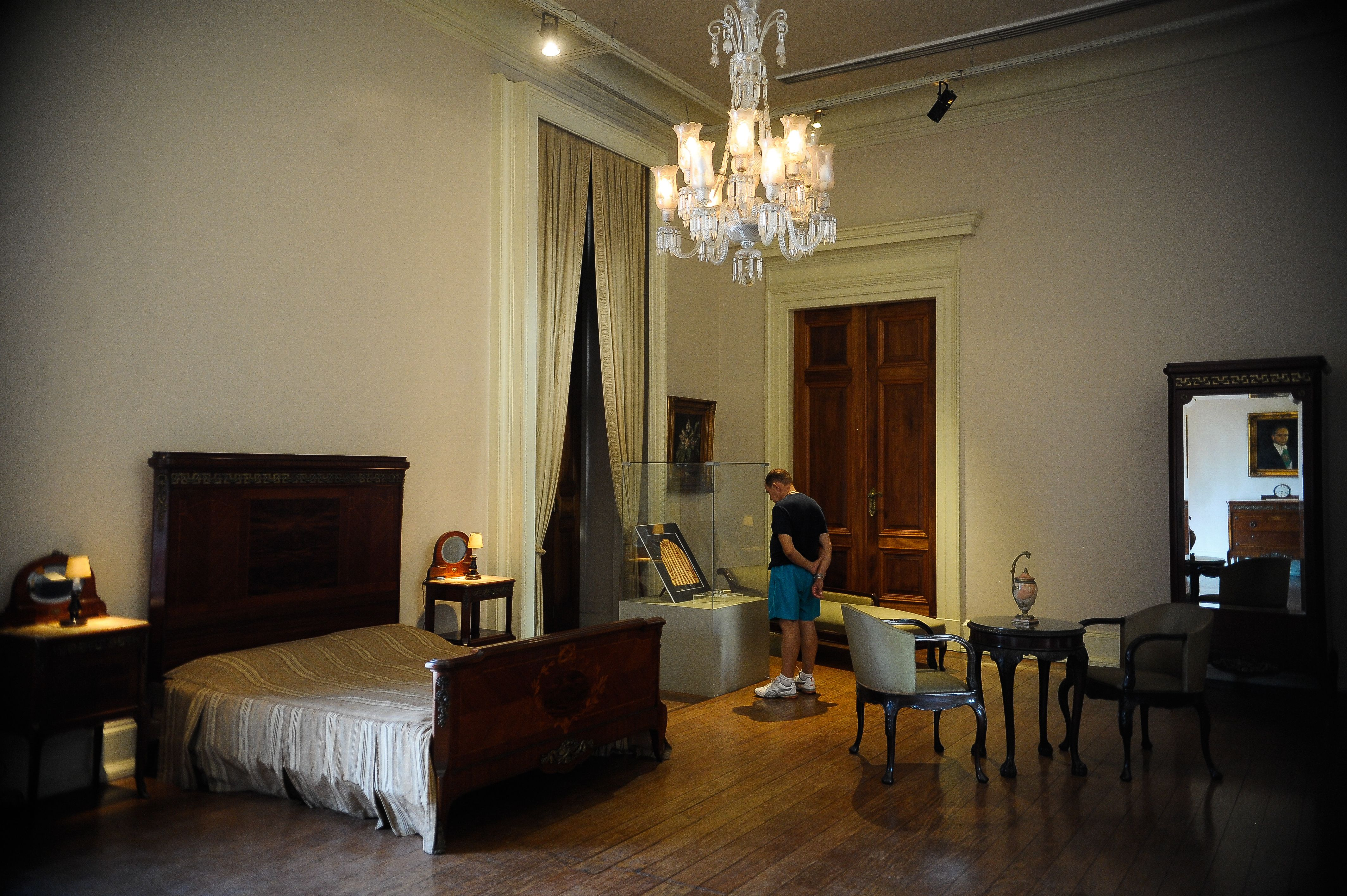
總統的臥室

## 另見
- 卡特蒂尼奧（英语：Catetinho）
- 普拉納托宮
- 晨曦宫